# Buff (Familie)
Die Buff waren eine Textilkaufmannsfamilie aus Wald im Schweizer Kanton Appenzell Ausserrhoden.

## Geschichte
Die Buff lösten Ende des 17. Jahrhunderts die Familie der Landammänner Schläpfer als Lokalelite ab. Basis des Aufstiegs war die Gründung eines Textilhandelshauses durch Ulrich Buff um 1700. Zugleich wurde der Wohnsitz vom Weiler Rechberg, wo die Familie seit 1463 ansässig war, ins Dorf verlegt. 
Tätigkeitsgebiete waren vor allem Süddeutschland und Frankreich. In der zweiten und dritten Generation wurde die Firma Bouff Père et Fils im Markenbuch von Lyon (1764/1766) eingetragen. Zudem liess sich ein Familienmitglied der besseren Verbindung mit den süddeutschen Handelszentren wegen in Rheineck nieder. Im Jahr 1801 fand die erfolgreiche Handelstradition in der vierten Generation durch Konkurs ein Ende.
Im Landhandel lehnten sich die Buff politisch an die Familie Wetter aus Herisau an. Im 18. Jahrhundert dominierten sie die Vorsteherschaft Walds. Sie überwarfen sich dabei aber mit den rivalisierenden Familien Sturzenegger und Walser. Diese verliessen darauf die Gemeinde. Eigenmächtiges Vorgehen in der Armenpolitik führte im Jahr 1789 zum Ausscheiden der Buff aus den Behörden.